# Dueling Dragons
Dueling Dragons (chinesisch: 双龙飞舞) in Guangzhou Sunac Land (Guangzhou, Guangdong, Volksrepublik China) sind zwei Stahlachterbahnen vom Modell LSM Launch Coaster des Herstellers Intamin, die am 15. Juni 2019 eröffnet wurden. Das Besondere an den beiden Bahnen ist, dass die eine Strecke (rote Strecke) sitzend durchfahren wird, während die andere Strecke (grüne Strecke) inverted durchfahren wird.
Die Fahrt beginnt damit, dass beide Züge die Station verlassen und eine Beschleunigungsstrecke erreichen. Dabei liegen beide Strecken genau übereinander, der Zug der roten Strecke fährt also oben, der der grünen Strecke hängt unter der Strecke. Danach wird hinter den Zügen ein Stück der Strecken verschoben, sodass die Züge bei der Rückwärtsfahrt nicht mehr in die Station fahren. Die Züge werden anschließend per LSM-Abschuss nach vorne in die erste Inversion, den Looping, beschleunigt. Beide Züge schaffen den Looping hier aber noch nicht und rollen wieder zurück. Dabei werden die Züge rückwärts beschleunigt auf einen senkrechten Turm hinauf. Bei der anschließenden Vorwärtsfahrt werden die Züge nochmals beschleunigt und schaffen somit den Looping. Anschließend werden auf beiden Strecken jeweils noch drei weitere Inversionen durchfahren: einen Dive-Loop, eine Zero-g-Roll und einen Immelmann. Außerdem werden auf beiden Strecken noch jeweils ein Tunnel durchfahren.
Beide Strecken erreichen eine Höhe von 56 m. Die Streckenlänge beträgt bei der rote Strecke 830 m, während sie bei der grünen Strecke 790 m beträgt.